# Латтреллський псалтир

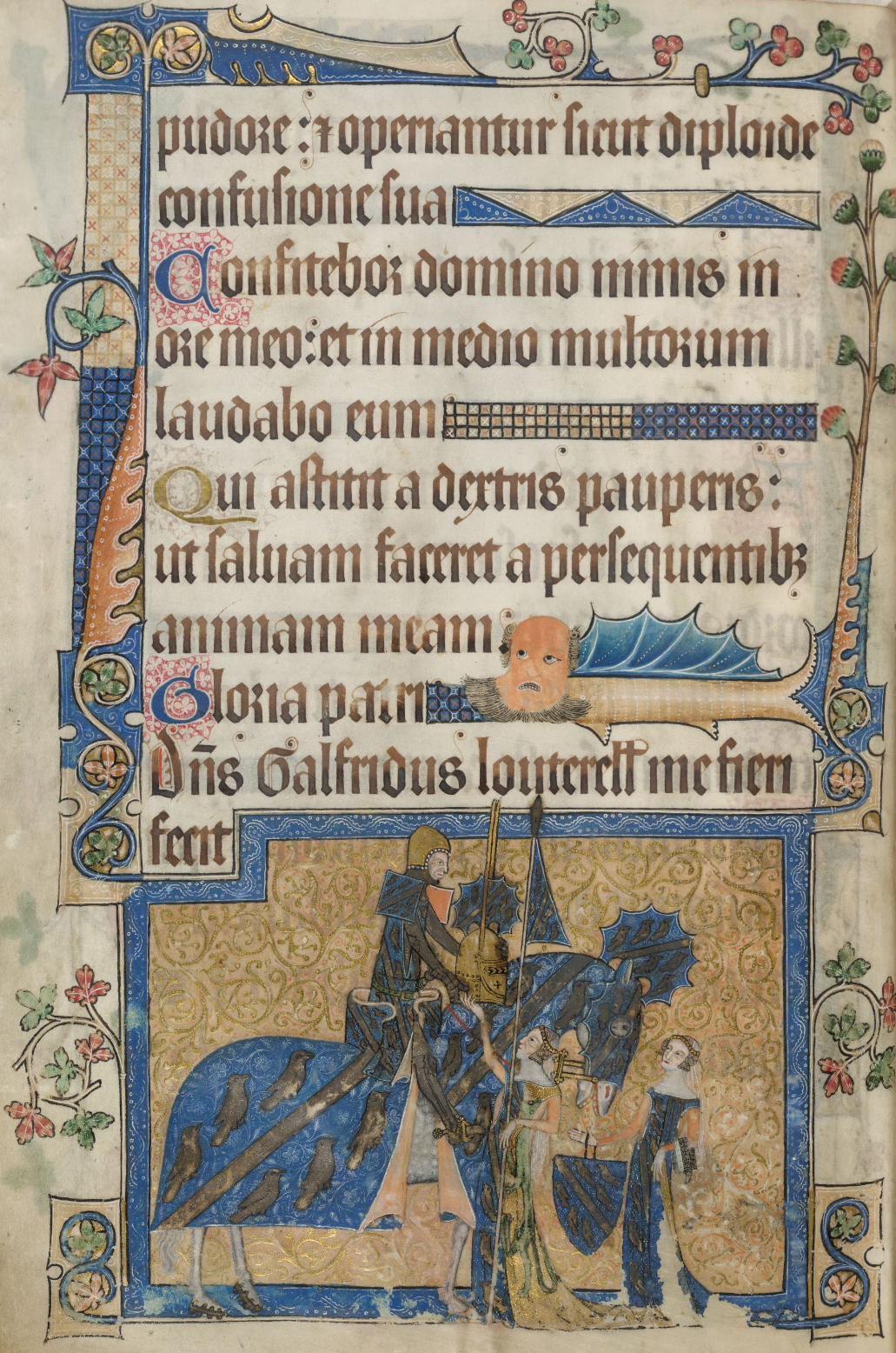
Сер Годфрі Латтрелл у повному обладунку на коні поруч з дружиною та невісткою. Фоліо 202v.

Латреллський псалтир (Британська бібліотека, Additional Manuscript 42130) — це ілюмінований псалтир, створений за замовленням сера Годфрі Латтрелла (1276—1345), лорда маєтку Ірнхем у Лінкольнширі, написаний на пергаменті бл. 1320—1340 рр. в Англії невідомими писарями та митцями.
Поряд з псалмами (починаються на фоліо 13r), Латтреллський псалтир містить календар (1r), співи (259v), Масу (283v) і антифон за померлими (295r). Сторінки розрізняються за ступенем ілюмінації, але багато рясно вкриті як прикрашеним текстом, так і малюнками по боках тексту — зображеннями святих і біблійними сюжетами, а також сценами сільського життя. Цей манускрипт є одним з найбагатших джерел візуального зображення повсякденного сільського життя в середньовічній Англії.
Псалтир був придбаний Британським музеєм 1929 року за £31 500 в Ангели Мері Ноєс, дружини поета Альфреда Ноєса, за допомогою безвідсоткового кредиту від американського мільйонера і колекціонера Дж. П. Моргана. Зараз манускрипт зберігається в колекції Британської бібліотеки в Лондоні, після виділення бібліотеки з Британського музею.

## Історія та авторство
Псалтир Латтрелла був створений в Англії десь між 1320 і 1345 роками на замовлення сера Годфрі Латтрелла (1276—1345), лорда маєтку Ірнхем у Лінкольнширі. Дату його закінчення точно не було встановлено; різні вчені датують рукопис у різні періоди часу. Ерік Міллар пише, що рукопис був створений близько 1335-40, до смерті дружини Латтрелла, Агнес Саттон, тому що ілюстрації демонструють особливості «пізнього „декадансу“ наприкінці пізнього східноанглійського стилю». Люсі Сендлер датує створення бл. 1325-30 рр. тому, що його стиль схожий на інші рукописи того часу. Мішель Браун вважає, що він був виконаний пізніше, близько 1330-45 рр.
Латтрелл, заможний землевласник, відчував наближення своєї смерті та хотів відпущення гріхів за всі його дії, як зазначено в колофоні псалтиря. Метою манускрипту було допомогти з положеннями його заповіту, в якому Латтрелл просив протягом п'яти років після його смерті (що вважалось строком проходження душі через Чистилище) двадцять священників декламувати меси, дияконів читати псалми, а також здійснювати інші церковні види діяльності за зазначені у заповіті рівні грошової винагороди.
Створення псалтиря Латтрелла може бути пов'язане з папською диспенсацією 1331 року, яка дозволила шлюб Латтрелла і Саттон, або з повноліттям 1334 року Ендрю Латтрелла, сина сера Годфрі, оскільки щодо цих подій у рукописі присутні ілюстрації. Псалтир містить портрет Латтрелла, в кінці псалма 109, у повному озброєнні та на бойовому коні, з екстравагантним зображенням герба Латтреллів. Зображення, як вважається, слугувало підкресленню його лицарського статусу під час шлюбу одного з членів сім'ї. Для підкреслення його ролі як покровителя створення псалтиря, напис Dominus Galfridus Louterell me fieri fecit («Лорд Годфрі Латтрелл спричинив мою появу») розташований над портретом. Рукопис містить зображення жебраків та вуличних артистів і гротесків, які всі символізують хаос і анархію, які були присутні в середньовічному суспільстві і яких боявся сер Годфрі Латтрелл і його сучасники.
Латтрелльский псалтир був створений багатьма митцями, імена яких не збереглись; всі вони мали трохи різні стилі. Першого митця Латтрелла називають «декоратор»; він використовував лінійний стиль малюнка, а не двовимірний підхід. Другий художник Латтрелла, «колорист» часто малював образи, які були більш круглі та виконані у стилі раніше намальованих фігур, таких як Христос. Він приділяв більше уваги формі та поставі людини у своїх малюнках. Третій художник Латтрелла, «ілюстратор», надавав перевагу двовимірному стилю. Четвертий художник Латтрелла, «Латтрелльский майстер», був вправний у сільській темі й виразних гротесках. Він також намалював портрет родини Латтрелл. Він показує високу майстерність у створенні ефектів тіні й текстури. Його метод дуже схожий на стиль, використовуваний в більшості рукописів зі Східної Англії того періоду.
Про існування рукопису стало публічно відомо 1794 року, коли мініатюри сера Годфрі Латтрелла, його дружини та невістки були відтворені на репродукції разом з резюме книги.
Наступні дані взяті з видання журналу «Dorset Natural History and Archaeological Society Magazine» 1906 року:
Латтрелський псалтир, безцінна національна реліквія, яка, будучи власністю родини Велд [з Іст-Лулворт в Дорсеті], знаходиться в оренді у Британському музеї, з якого він був отриманий спеціально для цього випадку. Мальовнича ілюмінація Псалтиря показує, що ілюмінатори були митцями з яскравим сприйняттям, сильними творчими здібностями, винахідливістю і почуттям гумору, і були близькі до повнотілого затишного, колоритного англійського життя того періоду — землеробства, погоні, застосування зброї, відданості, побутових і промислових занять. Псалтир також містить співи, молебства, афанасієвський символ віри, літанії святих і відділення мертвих, яким передує календар. Він вважається створеним для сера Годфрі Лутерелла, з Ірнхему, Лінкольн, який народився 1276 року і помер 1345 року. На стор. 202, в кінці псалма cviii, останнього з псалмів, що співаються на утрені, є напис тим же почерком, що і текст: «Dominus Galfirdus Louterell me fieri».

## Опис

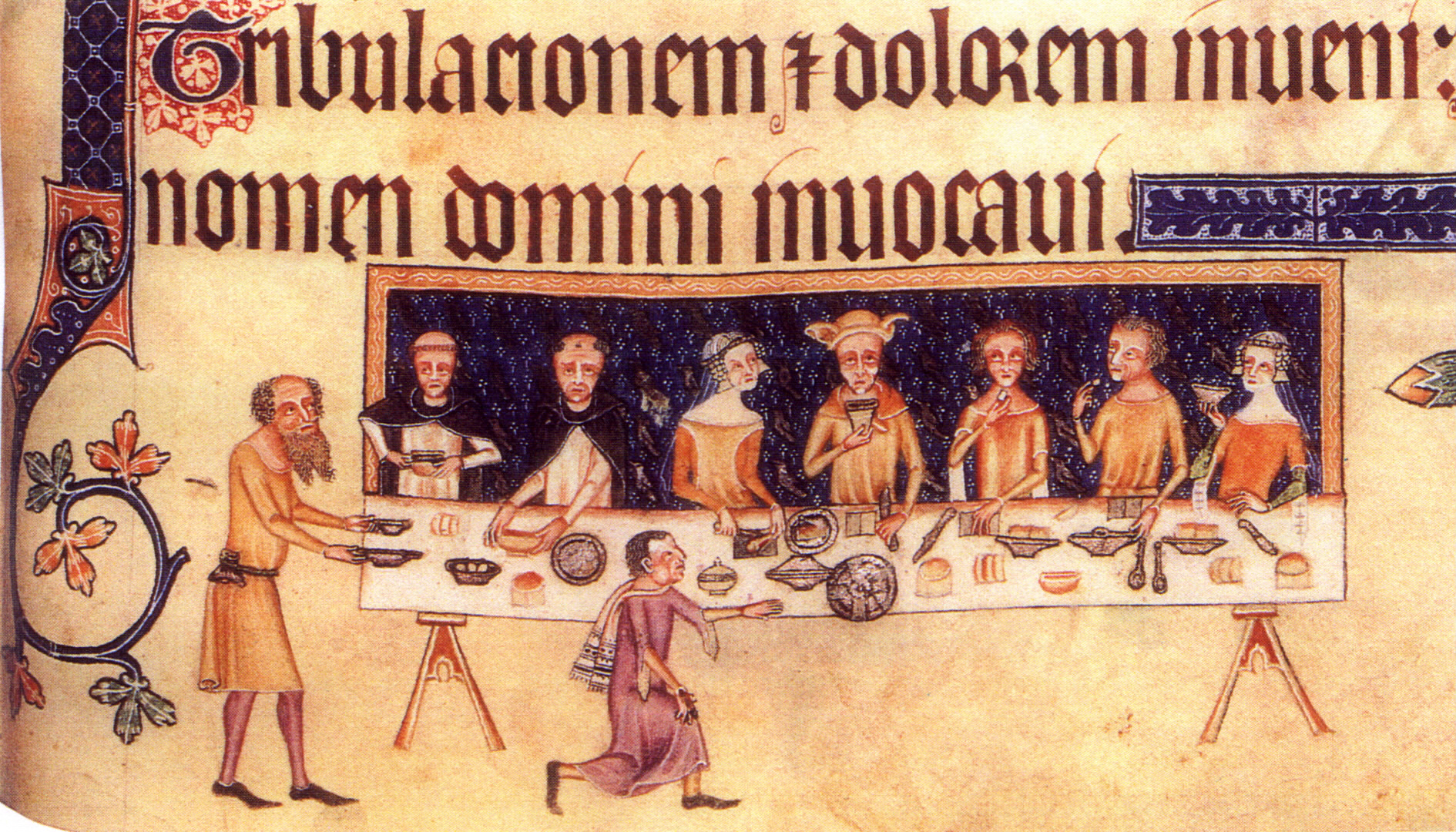
Сер Годфрі Латтрелл за столом в оточенні своєї родини і двох ченців-домініканців. Двоє слуг прислуговують їм, а інші підходять до столу з попередньої сторінки; гобелен виконаний в кольорах герба Латтрелл. Фоліо 208 v

Псалтир має розміри 370×270 мм. Він написаний латиною і містить 309 сторінок з високоякісного велуму з вкладеннями паперу. Більшість сторінок оформлені червоною фарбою з деталями з золота і срібла. Ілюмінації як відтиснуті, так і намальовані на папері. Сторінки рукопису надійно з'єднані вісьмома шнурами, але рукопис також був прошитий і отримав сучасну обкладинку (після 1929 р.) з темно-коричневого саф'яну. Писарі використовували лінування як метод письма, що було дорогим способом. Шрифт досить великий — кожна рамка рукопису вміщує близько чотирнадцяти повних рядків тексту. Штрихи букв пласкі й паралельні рядкам письма — ця техніка вимагала перо, зрізане під особливо гострим кутом, «дивне перо». На відміну від більш ранніх ілюмінованих манускриптів, значно більше великих перших букв першого слова у рядку, які нагадують людські фігури та мають візерунки.

## Іконографія

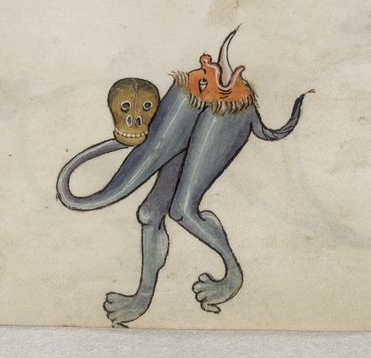
Гротескна істота на межах, f 27 r

Ілюміновані малюнки манускрипту показують кілька сцен з життя Годфрі Латтрелла, звичайної повсякденної діяльності у місті й багато різних цікавих фігур, які поєднують тваринну і людську частини. Латтреллський Псалтир був хорошою ілюстрацією повсякденного життя в Середньовіччі. Крім ідентифікованих звичайних зображень мешканців міста і родини Латтрелл, зміст деяких зображень залишається неясним, але деякі з них можуть стосуватись тексту, поряд з яким вони намальовані, але для цього читач повинен мати деяке уявлення про священні слова латиною. Велика частина декорування навколо полів тексту є чистою фантазією, фігурами святих і природними мотивами.
Латтрелл хотів, щоб креслення відображали сучасні йому релігійні, культурні, політичні, економічні та династичні устремління, які мали він і його родина. Наприклад, одна ілюмінація показує перебудову парафіяльної церкви Ірнхему, підкреслюючи його залучення у цю діяльність в рамках його підготовки до смерті.
Мініатюра сера Джеффрі Латтрелла на коні, в повному обладунку поруч з дружиною і невісткою — це дуже потужний образ у Псалтирі. Це говорить про те, що він хотів, щоб його пам'ятали в часи його молодості та за час, який він провів в армії. Зображення також показує сімейну геральдику Латтреллів.
Слуги, які готують їжу і виконують доручення, були зображені на полях рукопису, щоб підкреслити їх важливу соціальну та економічну роль. Зображення сільськогосподарських занять включають як чоловіків, так і жінок, щоб показати, що під час збору врожаю потрібно було залучати всіх можливих працівників.